# Liberty (magasin)
Pour les articles homonymes, voir Liberty.
Le Liberty & Co tire son nom de son créateur, Arthur Lasenby Liberty, qui ouvre le magasin de tissu Liberty of London sur Regent Street en 1875, un magasin qui existe encore aujourd'hui, à Londres. Depuis le magasin est devenu un grand magasin (department store).

## Fondation et développement du magasin
Arthur Lasenby Liberty (1843-1917) ouvre une échoppe en 1875 à Londres grâce à un prêt de 2 000 livres sterling de son futur beau-père. Au début, l'endroit propose des articles importés de l'Empire britannique (soieries, porcelaines japonaises) et pour cette raison avait été baptisé « Emporium ».
Puis, sous la direction d'Edward William Godwin (1833-1886), architecte et créateur, grande figure de l'esthétisme et très marqué par le courant Arts & Crafts, le magasin acquiert une renommée internationale lors de la création de son département de vêtements en tissu de lin.
En 1884, Arthur Liberty développe un tissu de coton fin et délicat aux motifs floraux subtils caractéristiques : la marque Liberty était née. En France, le Liberty est popularisé par Cacharel qui le remet au goût du jour avec ses fameux chemisiers dès la fin des années 1960.
Le terme Liberty désigne aujourd'hui, souvent abusivement, la plupart des imprimés fleuris et se décline sur de nombreuses matières et armures : en satin, en crêpe ou en jersey, sur des batistes ou sur des étamines de laine.
Le magasin crée ses propres modèles de vêtements, en s'inspirant des tenues traditionnelles de l'Inde ou en passant commande auprès de grands créateurs, tels que Voysey, Butterfield ou Silver, proches des mouvements de l'Esthétisme et Arts & Crafts. Le mobilier vient des ateliers voisins de Soho et la joaillerie propose des modèles Art nouveau venus du continent. Une association est conclue avec un orfèvre de Birmingham, W.H. Haseler, et permet de mettre en place la ligne d'argenterie Cymric, d'étain Tudric et de couverts émaillés. Liberty a le souci de concilier l'art artisanal avec les goûts modernes des futurs acheteurs. Ainsi, le magasin fait venir des céramiques d'Allemagne, de Hongrie, commercialise des faïences Wedgwood et Poole. Grâce notamment au designer Archibald Knox, le magasin connaît une forte croissance grâce au succès de l'Art nouveau et influence nombre de créateurs notamment en Italie, jusqu'à son déclin lors de la déclaration de la Première Guerre mondiale en 1914. Depuis lors, les bijoux et autres accessoires ont été confectionnés dans un esprit de défense des traditions artisanales.
Le magasin occupe de nos jours les numéros 214-220 Regent Street. La façade Tudor (1924) dessinée par les frères Edwin T. et Stanley Hall et donnant sur Great Marlborough Street a été conservée. Elle est construite en teck et en chêne provenant des deux dernières goélettes de la Royal Navy.